# Planococcoides robustus
Planococcoides robustus är en insektsart som beskrevs av Ezzat och Mcconnell 1956. Planococcoides robustus ingår i släktet Planococcoides och familjen ullsköldlöss. Inga underarter finns listade i Catalogue of Life.